# Andreu de Samòsata
Andreu de Samòsata va ser bisbe de la ciutat de Samòsata cap a l'any 430. Va participar en la polèmica nestoriana contra el patriarca Ciril I d'Alexandria, i en resposta als anatemes que Ciril li va llençar va escriure dos llibres. El primer es conserva quasi totalment en una cita de Ciril a la seva obra Apologia dels 12 anatemes (oposició als bisbes orientals), i del segon en queden uns fragments a l'obra Hodegus d'Anastasi el Sinaïta. Una malaltia no el va deixar assistir al Concili d'Efes (431) però es va unir a Teodoret de Cir en la seva oposició a l'acord entre Ciril i Joan I d'Antioquia, i va canviar d'opinió molt més endavant, més per por que per convicció quan el 436 Joan li va imposar la condemna de Nestori. Se'n conserven sis cartes en llatí a les Epistulae de Lupus Servatus.